# کاسدورف
کاسدورف (به آلمانی: Kasdorf) یک شهر در آلمان است که در Verbandsgemeinde Nastätten واقع شده‌است. کاسدورف ۲۵۷ نفر جمعیت دارد.